# Мостовинское (сельское поселение)
Мостовинское — упразднённое муниципальное образование со статусом сельского поселения в Сарапульском районе Удмуртии Российской Федерации.
Административный центр — село Мостовое.
25 июня 2021 года упразднено в связи с преобразованием муниципального района в муниципальный округ.

## История
Статус и границы сельского поселения установлены Законом Удмуртской Республики от 15.06.2005 № 39-РЗ «Об установлении границ муниципальных образований и наделении соответствующим статусом муниципальных образований на территории Сарапульского района Удмуртской Республики».
Законом Удмуртской Республики от 15 апреля 2016 года № 22-РЗ, были преобразованы, путём их объединения, муниципальные образования Мостовинское и Оленье Болото в новое муниципальное образование «Мостовинское» с административным центром в селе Мостовое

## Население
| 2010  | 2012  | 2013  | 2014  | 2015  | 2016  | 2017  |
| ----- | ----- | ----- | ----- | ----- | ----- | ----- |
| 1368  | ↗1402 | ↗1419 | ↘1383 | ↘1365 | ↗1367 | ↗1933 |
| 2018  | 2019  | 2020  |       |       |       |       |
| ↘1904 | ↘1891 | ↘1871 |       |       |       |       |

## Состав сельского поселения
| № | Населённый пункт | Тип населённого пункта       | Население |
| - | ---------------- | ---------------------------- | --------- |
| 1 | Заборье          | деревня                      | ↗66       |
| 2 | Лысово           | деревня                      | →116      |
| 3 | Мостовое         | село, административный центр | ↗1302     |
| 4 | Оленье Болото    | деревня                      | ↘426      |
| 5 | Старая Бисарка   | деревня                      | ↗34       |
| 6 | Степной          | деревня                      | →100      |